# جونو فان هازل
جونو فان هازل (بالإنجليزية: Jono van Hazel)‏ (مواليد 19 سبتمبر 1978) هو سبّاح أسترالي، مثّل بلاده في الألعاب الأولمبية الصيفية 2004.

## روابط خارجية
جونو فان هازل على موقع الاتحاد الدولي للسباحة (الإنجليزية)
- جونو فان هازل على موقع أوليمبيديا (الإنجليزية)
- جونو فان هازل على موقع اللجنة الأولمبية الأسترالية (الإنجليزية)